# Lâmpada de arco de xenônio

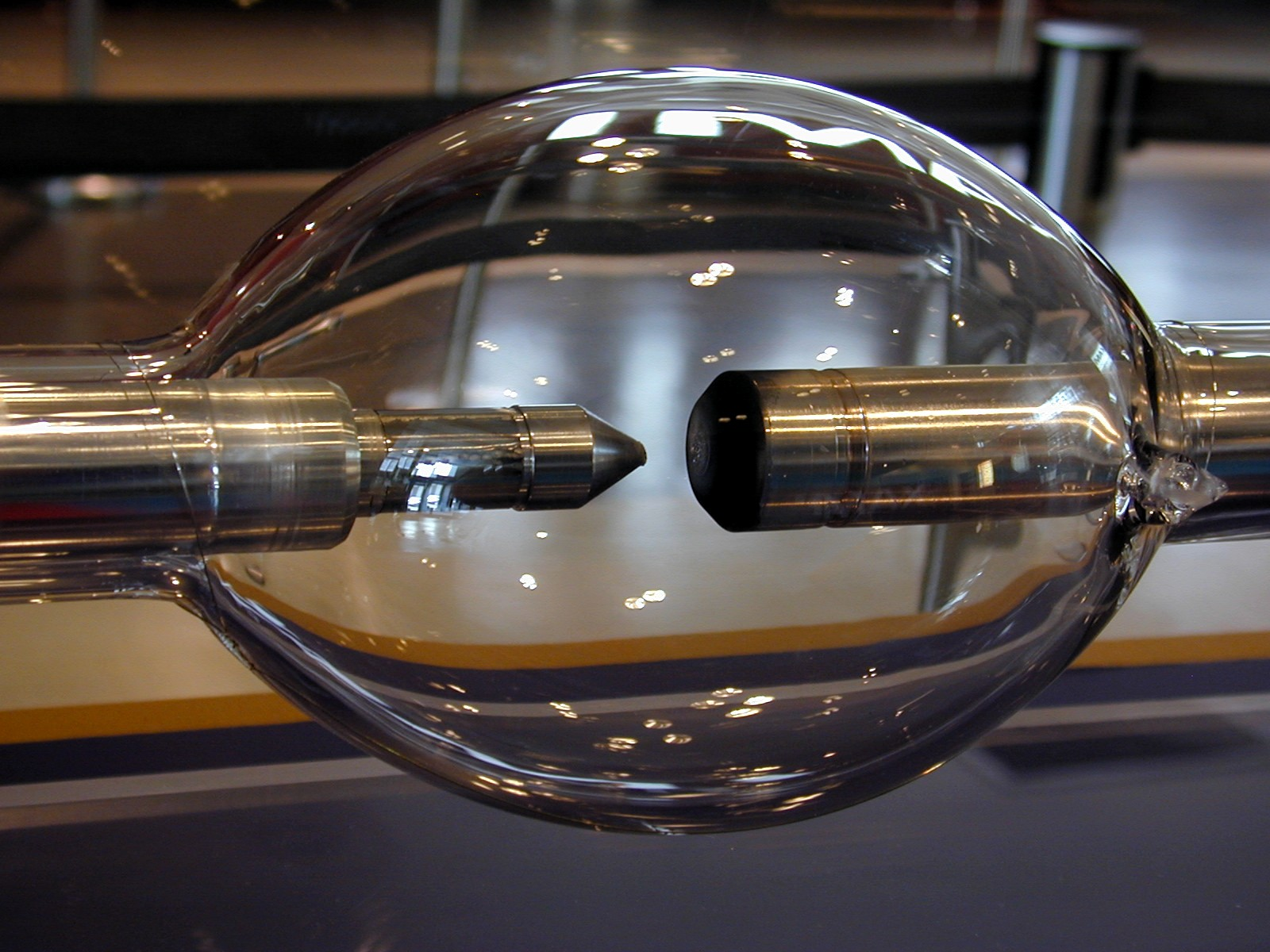
Uma lâmpada de arco de xenônio de 15 kW usada em projetores IMAX.

Lâmpada de arco de xenônio, muitas vezes chamadas simplesmente de lâmpadas de xenônio, são lâmpadas acionadas por eletricidade, do tipo descarga, de alta pressão, pertencentes a um grupo de fontes de luz denominadas de HID (do inglês High Intensity Discharge). Dois eletrodos montados em um bulbo separados por poucos milímetros de distância, na qual forma-se um pequeno arco voltaico, o qual, apesar do pequeno tamanho, emite luz de extrema intensidade. O bulbo é preenchido com gás xenônio (muitas vezes acrescido de mercúrio (Hg)), tornando-se ionizado e atingindo elevada pressão.
São utilizadas em diversas aplicações, incluindo projeções de cinema e como fonte de radiação ultravioleta, como na microscopia de fluorescência, na espectrometria de absorção, tendo luminosidade às vezes muito próximas e similares à luz do Sol (luz solar), no que possuem aplicações inclusive na medicina.
As lâmpadas de arco de xenônio podem ser aproximadamente divididas em três categorias:
- Lâmpadas de arco curto de xenônio de emissão contínua.
- Lâmpadas de arco longo de xenônio de emissão contínua.
- Lâmpadas "flash" de xenônio (as quais são usualmente consideradas separadamente)

Cada uma delas consiste de um vidro de tubo de arco de quartzo fundido com eletrodos metálicos de tungstênio em cada extremidade. No tubo de vidro é primeiramente feito o vácuo e então repreenchido com gás xenônio. Para lâmpadas instantânes ("flash"), um terceiro eletrodo "disparador" normalmente cerca o tubo do arco.